# Stukje van mij
Stukje van mij is een lied van de Nederlandse zangeres MEAU. Het werd in 2024 als single uitgebracht. Het nummer piekte op plek zeven in de Nederlandse Top 40 en negen in de Nederlandse Single Top 100. Het nummer werd ook uitgeroepen tot Alarmschijf en NPO Radio 2 TopSong en op 3fm tevens als Megahit.

## Achtergrond
Stukje van mij is geschreven door Meau Hewitt, Vadim Neef en Simon de Wit en geproduceerd door Meau Hewitt en Simon de Wit.
Het lied gaat over beschadigd vertrouwen van iemand, waarvan intieme beelden zijn doorgestuurd op de sociale media. Inspiratie om het lied te schrijven haalde MEAU voornamelijk door een aantal verhalen van sexting-slachtoffers via haar volgers op Instagram. Ze wilde het onderwerp onder de aandacht brengen dat ook wordt gesteund door Rutgers, Fonds Slachtofferhulp, Helpwanted, Soa Aids Nederland en KPN.

## Hitnoteringen

### Nederlandse Top 40
| Hitnotering: 02-03-2024 t/m heden | Hitnotering: 02-03-2024 t/m heden | Hitnotering: 02-03-2024 t/m heden | Hitnotering: 02-03-2024 t/m heden | Hitnotering: 02-03-2024 t/m heden | Hitnotering: 02-03-2024 t/m heden | Hitnotering: 02-03-2024 t/m heden | Hitnotering: 02-03-2024 t/m heden | Hitnotering: 02-03-2024 t/m heden | Hitnotering: 02-03-2024 t/m heden | Hitnotering: 02-03-2024 t/m heden | Hitnotering: 02-03-2024 t/m heden | Hitnotering: 02-03-2024 t/m heden | Hitnotering: 02-03-2024 t/m heden | Hitnotering: 02-03-2024 t/m heden | Hitnotering: 02-03-2024 t/m heden | Hitnotering: 02-03-2024 t/m heden | Hitnotering: 02-03-2024 t/m heden | Hitnotering: 02-03-2024 t/m heden | Hitnotering: 02-03-2024 t/m heden | Hitnotering: 02-03-2024 t/m heden |
| Week:                             | 1                                 | 2                                 | 3                                 | 4                                 | 5                                 | 6                                 | 7                                 | 8                                 | 9                                 | 10                                | 11                                | 12                                | 13                                | 14                                |                                   |                                   |                                   |                                   |                                   |                                   |
| --------------------------------- | --------------------------------- | --------------------------------- | --------------------------------- | --------------------------------- | --------------------------------- | --------------------------------- | --------------------------------- | --------------------------------- | --------------------------------- | --------------------------------- | --------------------------------- | --------------------------------- | --------------------------------- | --------------------------------- | --------------------------------- | --------------------------------- | --------------------------------- | --------------------------------- | --------------------------------- | --------------------------------- |
| Positie:                          | 34                                | 16                                | 10                                | 8                                 | 7                                 | 7                                 | 9                                 | 11                                | 12                                | 19                                | 25                                | 30                                | 33                                | 35                                |                                   |                                   |                                   |                                   |                                   |                                   |

### NederlandseSingle Top 100
| Hitnotering: (Week 1) 10-02-2024 Hitnotering: (Week 2 t/m ..) 24-02-2024 t/m heden | Hitnotering: (Week 1) 10-02-2024 Hitnotering: (Week 2 t/m ..) 24-02-2024 t/m heden | Hitnotering: (Week 1) 10-02-2024 Hitnotering: (Week 2 t/m ..) 24-02-2024 t/m heden | Hitnotering: (Week 1) 10-02-2024 Hitnotering: (Week 2 t/m ..) 24-02-2024 t/m heden | Hitnotering: (Week 1) 10-02-2024 Hitnotering: (Week 2 t/m ..) 24-02-2024 t/m heden | Hitnotering: (Week 1) 10-02-2024 Hitnotering: (Week 2 t/m ..) 24-02-2024 t/m heden | Hitnotering: (Week 1) 10-02-2024 Hitnotering: (Week 2 t/m ..) 24-02-2024 t/m heden | Hitnotering: (Week 1) 10-02-2024 Hitnotering: (Week 2 t/m ..) 24-02-2024 t/m heden | Hitnotering: (Week 1) 10-02-2024 Hitnotering: (Week 2 t/m ..) 24-02-2024 t/m heden | Hitnotering: (Week 1) 10-02-2024 Hitnotering: (Week 2 t/m ..) 24-02-2024 t/m heden | Hitnotering: (Week 1) 10-02-2024 Hitnotering: (Week 2 t/m ..) 24-02-2024 t/m heden | Hitnotering: (Week 1) 10-02-2024 Hitnotering: (Week 2 t/m ..) 24-02-2024 t/m heden | Hitnotering: (Week 1) 10-02-2024 Hitnotering: (Week 2 t/m ..) 24-02-2024 t/m heden | Hitnotering: (Week 1) 10-02-2024 Hitnotering: (Week 2 t/m ..) 24-02-2024 t/m heden | Hitnotering: (Week 1) 10-02-2024 Hitnotering: (Week 2 t/m ..) 24-02-2024 t/m heden | Hitnotering: (Week 1) 10-02-2024 Hitnotering: (Week 2 t/m ..) 24-02-2024 t/m heden | Hitnotering: (Week 1) 10-02-2024 Hitnotering: (Week 2 t/m ..) 24-02-2024 t/m heden | Hitnotering: (Week 1) 10-02-2024 Hitnotering: (Week 2 t/m ..) 24-02-2024 t/m heden | Hitnotering: (Week 1) 10-02-2024 Hitnotering: (Week 2 t/m ..) 24-02-2024 t/m heden | Hitnotering: (Week 1) 10-02-2024 Hitnotering: (Week 2 t/m ..) 24-02-2024 t/m heden | Hitnotering: (Week 1) 10-02-2024 Hitnotering: (Week 2 t/m ..) 24-02-2024 t/m heden |
| Week:                                                                              | 1                                                                                  |                                                                                    | 2                                                                                  | 3                                                                                  | 4                                                                                  | 5                                                                                  | 6                                                                                  | 7                                                                                  | 8                                                                                  | 9                                                                                  | 10                                                                                 | 11                                                                                 | 12                                                                                 | 13                                                                                 | 14                                                                                 | 15                                                                                 | 16                                                                                 | 17                                                                                 |                                                                                    |                                                                                    |
| ---------------------------------------------------------------------------------- | ---------------------------------------------------------------------------------- | ---------------------------------------------------------------------------------- | ---------------------------------------------------------------------------------- | ---------------------------------------------------------------------------------- | ---------------------------------------------------------------------------------- | ---------------------------------------------------------------------------------- | ---------------------------------------------------------------------------------- | ---------------------------------------------------------------------------------- | ---------------------------------------------------------------------------------- | ---------------------------------------------------------------------------------- | ---------------------------------------------------------------------------------- | ---------------------------------------------------------------------------------- | ---------------------------------------------------------------------------------- | ---------------------------------------------------------------------------------- | ---------------------------------------------------------------------------------- | ---------------------------------------------------------------------------------- | ---------------------------------------------------------------------------------- | ---------------------------------------------------------------------------------- | ---------------------------------------------------------------------------------- | ---------------------------------------------------------------------------------- |
| Positie:                                                                           | 79                                                                                 | uit                                                                                | 63                                                                                 | 26                                                                                 | 13                                                                                 | 9                                                                                  | 10                                                                                 | 11                                                                                 | 13                                                                                 | 17                                                                                 | 18                                                                                 | 20                                                                                 | 25                                                                                 | 26                                                                                 | 44                                                                                 | 44                                                                                 | 48                                                                                 | 54                                                                                 |                                                                                    |                                                                                    |